# Колорета (Маса-Карара)
Колорета је насеље у Италији у округу Маса-Карара, региону Тоскана.
Према процени из 2011. у насељу је живело 221 становника. Насеље се налази на надморској висини од 671 м.